# وینچستر (آرکانزاس)
وینچستر (به انگلیسی: Winchester) یک شهر در ایالات متحده آمریکا است که در شهرستان درو، آرکانزاس واقع شده‌است. وینچستر ۱٫۲۹ کیلومتر مربع مساحت و ۱۶۷ نفر جمعیت دارد و ۴۷ متر بالاتر از سطح دریا قرار دارد.